# Harry Tagore
Harry Tagore, geboren als Harry Heinz Werner Schwandtke, (* 16. April 1926 in Berlin) ist ein deutscher Schauspieler und Sänger.

## Leben
Tagore nahm nach der Realschule Schauspielunterricht bei Lu Säuberlich und wurde von 1943 bis 1945 zum Kriegsdienst eingezogen. Wieder zurück im Zivilleben, ließ er sich in Gesang und Tanz fortbilden. Sein künstlerisches Debüt gab Tagore 1946 als Operettensänger in Düsseldorf, es folgten Verpflichtungen nach Mannheim und Detmold. Von 1950 bis 1952 gehörte Tagore dem Ensemble  des Stadttheaters Hildesheim an, von 1952 bis 1954 wirkte er in Bonn, anschließend bis 1958 am Stadttheater von Bern. Von 1958 bis 1960 trat Harry Tagore an Hamburger Bühnen (Komödie, Kammerspiel) auf.
Zu dieser Zeit hatte der Berliner bereits beim Rundfunk gearbeitet bzw. frühe Auftritte in Fernsehspielen und in Kinofilmen, darunter auch die beiden Abschlussinszenierungen (1960) des Hollywood-Rückkehrers Wilhelm Thiele, absolviert. Tagore spielte Nebenrollen aller Arten: man sah ihn sowohl als Bordmechaniker wie als Arzt und Polizisten aber auch als indischen Prinz und Zeitungsreporter. Seit den ausgehenden 1970er Jahren trat Tagore kaum mehr vor die Kamera, zuletzt sah man ihn in Fernsehfassungen von Kölner Theateraufführungen mit Willy Millowitsch. Neben seiner schauspielerischen Tätigkeit trat Tagore auch weiterhin als Sänger auf und interpretierte beispielsweise kabarettistische Chansons als Duettpartner von Kollegen wie Topsy Küppers und Gunnar Möller. Zuletzt lebte Harry Tagore in Grevenbroich.

## Filmografie
- 1957: Frühling in Berlin
- 1957: Drei Mann auf einem Pferd
- 1958: Der Stern von Santa Clara
- 1960: Der letzte Fußgänger
- 1960: Sabine und die 100 Männer
- 1961: Das Paradies von Pont L’Eveque (Fernsehfilm)
- 1961: Das Geheimnis der schwarzen Koffer
- 1962: Der Kronanwalt (Fernsehfilm)
- 1963: Der Fall Rohrbach (Fernsehfilm)
- 1964: Liebeshändel in Chioggia (Fernsehfilm)
- 1965: Ein Haus voll Musik (Fernsehfilm)
- 1966: Intercontinental Express (Fernsehserie, Folge: Kurswagen nach Zürich)
- 1967: Seine Durchlaucht der Schneider (Fernsehfilm)
- 1969: Dr. med. Fabian – Lachen ist die beste Medizin
- 1969, 1972: Dem Täter auf der Spur (zwei Folgen der Fernsehkrimireihe)
- 1970: John Klings Abenteuer (Fernsehserie, Folge: Die Seton Story)
- 1979: Sonne, Wein und harte Nüsse (Fernsehserie, eine Folge)
- 1981: Der keusche Lebemann (Fernsehübertragung aus dem Millowitsch-Theater)
- 1984: Einer wird gewinnen (Fernsehshow vom 8. September 1984)
- 1993: Pension Schöller (Fernsehfilm aus der Millowitsch-Bühne)